# 英格兰裔阿根廷人
英格兰裔阿根廷人（English Argentines，又名盎格鲁阿根廷人，Anglo-Argentines）是拥有英格兰血统的阿根廷公民群体，19世纪阿根廷从西班牙独立后，来到阿根廷的英格兰移民基本都是实业家和大地主，这一点与其他因贫穷或迫害而移民的民族有很大差别。
维多利亚时代的英国对阿根廷有很强的经济影响力，但1940年代的胡安·裴隆政府对大量英国人所有的企业进行了国有化，1982年的马岛战争更是让英格兰裔阿根廷人身处窘境。拥有部分英格兰血统的著名阿根廷人有阿根廷前总统劳尔·阿方辛、卡洛斯·佩列格里尼、探险家卢卡斯·布里吉斯、飓风竞技俱乐部前球员、主席卡洛斯·巴宾顿以及作家豪尔赫·路易斯·博尔赫斯。

## 英格兰移民
第一批英格兰移民于1806年抵达布宜诺斯艾利斯，当时的阿根廷尚为西班牙殖民地，这一小部分移民多为商人，处在独立进程之中的阿根廷希望富有的移民带来经济稳定，所以对他们十分欢迎。越来越多的英格兰移民家庭在19世纪抵达阿根廷，在潘帕斯高原购置土地，大面积播种作物，开发这里的农业价值。英格兰人在这个年轻的国家开办银行，发展农作物及动物制品出口业，为新生的阿根廷中产阶级进口奢侈品。
英格兰赴阿移民中除实业家和大地主外，还有铁路工程师、土木工程师以及金融从业者，还有部分人前来捕鲸、传教，或者只是想开创新生活。有不少英格兰中产家庭都把家中的次子或者不成器的儿子送到阿根廷去经营畜牧业和农业。英格兰移民还给阿根廷带来了足球。部分英格兰家庭拥有蔗糖种植园。

## 背景
英国在1825年的一项条约中与其他缔约国率先承认阿根廷的独立国家地位，英格兰移民为当地的铁路、有轨电车系统、农业、牲畜养殖业、肉类加工及冷藏业付出了大量人力及资金。19世纪，并非英国殖民地的阿根廷接受的英国投资曾一度达到英国对外投资总额的十分之一。1939年，39%的对阿资金投入都来自英国人。
英格兰文化，或者说是外界所理解的英格兰文化，对阿根廷文化产生过明显影响，在中产阶层中尤为突出。英格兰裔阿根廷人在1888年成立了胡尔林汉俱乐部（位于布宜诺斯艾利斯省的胡尔林汉城Hurlingham的一家体育、社交俱乐部），其名称就来自伦敦富勒姆地区的赫林汉姆俱乐部（Hurlingham Club），只不过发音来自西班牙语。布宜诺斯艾利斯省的城市胡爾林漢以及胡林汉区（Hurlingham Partido）就是以俱乐部为基础发展起来的，因此也得到了同样的名称。阿根廷历史最悠久的体育俱乐部之一——科尔多瓦竞技俱乐部就是由定居在科尔多瓦的英格兰铁路工作者在1882年创建的。
1912年，伦敦、百货公司哈洛德百貨公司在布宜诺斯艾利斯开设分店，这也是该公司在英国境外开设过的唯一一家分店。1940年代，分店脱离哈洛德公司，但仍有权保留店名，布宜诺斯艾利斯哈洛德百货最终于1996年停业，现为一座展厅。
英格兰移民带来的下午茶习俗后在大量阿根廷人中流行开来，著名小吃“Mirenda”就是一种下午茶点心，因在下午茶时间与茶、巧克力奶以及糖果共同上桌而又被简称为“la leche”（牛奶）。布宜诺斯艾利斯市的中央商业区中的著名购物街弗罗里达街（西语：Calle Florida）上的里士满咖啡厅就位于哈洛德百货附近，是一座下午茶名店。 
英格兰移民中的铁路经理在布宜诺斯艾利斯省的班菲爾德、坦珀利、蒙羅、Ranelagh以及胡林汉等地的火车站周边修建了阿尔卑斯风格的木屋，在阿根廷的冬季，笼罩在灰色薄雾中的英式建筑以及散布着橡树叶的鹅卵石街道给这些南美小镇赋予了一副独特的英国面貌。布宜诺斯艾利斯市的贝尔格拉诺（Belgrano）车站也是一座为首都带来英国社区的交通枢纽，在车站周围兴起的英裔社区最终形成了今日的贝尔格拉诺区，苏格兰人亚历山大·沃森·赫顿所创立的布宜诺斯艾利斯英格兰高中（始于1884年）以及一座圣公宗（Anglican）教堂（始于1896年）就都位于该区。其他在城镇发展过程中发挥了重大作用的火车站还包括雷蒂罗区的雷蒂罗车站、宪法区的宪法车站以及数座建在彭巴草原乡间的火车站。

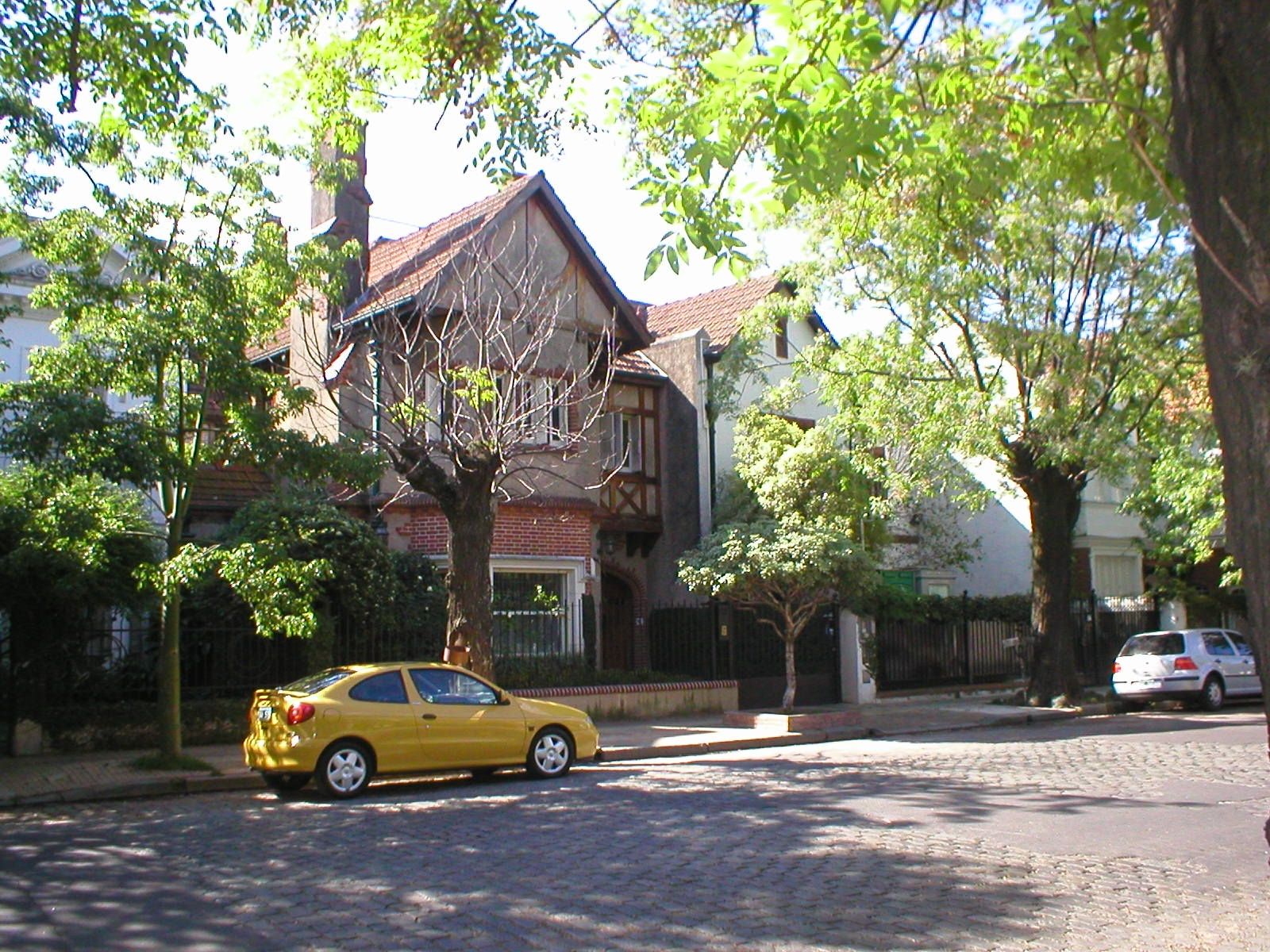
贝尔格拉诺河住宅街上的英式房屋。

现在的阿根廷大约有100000人是当年的英格兰移民后代，他们可以称得上是阿根廷众多移民群体中最成功的一支，工商业中的佼佼者中都有英格兰裔。很多英格兰裔阿根廷人在家中使用的英语甚至连一点外国口音都没有。英语报纸《布宜诺斯艾利斯先驱报》（Buenos Aires Herald）曾在1876-2017年间在阿根廷首都每日出版发行。
英格兰裔阿根廷人一直都以跟祖籍所在国保持密切的教育及商业联系而著称，这让他们在阿根廷民众中显得很突出。很多阿根廷学校都实行双语教学，用英文教授英国标准课程，用西班牙文教授阿根廷标准课程，此类中的名校有Northlands学校、圣马克公学、巴尔莫勒尔公学、圣阿尔班公学（St. Alban’s College）、圣乔治公学、贝尔格拉诺全日制学校以及华盛顿公学等。英格兰文化协会也在布宜诺斯艾利斯设有数个会址，整个20世纪里，阿根廷的国立及私立学校的英语教学都追求标准英音发音，很多私立男校的校服也跟英国一样，上装为深蓝色正装夹克，下装为灰色法兰绒裤子。
于1948年成立于伦敦的盎格鲁-阿根廷协会大约有900名成员，致力于在英生活的阿根廷人，特别是有英格兰血统的阿根廷人。协会的主要目标之一就是促进两国之间的理解与友谊。现名坎宁俱乐部（Canning Club）的另一家伦敦俱乐部在1940年代阿根廷庇隆政府将所有在阿英国企业全部国有化之前名为阿根廷俱乐部，此后，该俱乐部失去了一大收入来源。阿根廷俱乐部的会员都是在英国的与阿根廷等拉美国家有特殊联系或利益往来的人。
布宜诺斯艾利斯市中的Coghlan区中有大量英式住宅，最早的居民都是英格兰及爱尔兰移民。另外还有一个名为Caballito的布宜诺斯艾利斯城区中有一片名为“英格兰区”的街区。
1794年，大英帝国在布宜诺斯艾利斯的San Nicolás区设立领事馆，该城区内随后发展起了一个大型英国人社区，后来得名“英格兰镇”。这在这里的英国人在1810年创办了英格兰商人协会，1822年，布宜诺斯艾利斯的第一家现代银行在英国领事馆成立。

## 第二次世界大战
阿根廷在二战中一直保持中立，但仍有约4000名阿根廷人在英军中服役。超过600名阿根廷人志愿参加英国皇家空军以及加拿大皇家空軍  ，大部分都被编入皇家空军164阿根廷-英国中队，中队徽标中也有一个阿根廷国旗上的“五月太阳”（西语：Sol de Mayo），部队格言为“我们意志坚定地飞行”（西语：Firmes Volamos）。很多英裔阿根廷人还志愿担当起了一些非作战任务，还有些为英军捐款。2005年4月，伦敦的丹麦圣克莱蒙教堂（皇家空军的主教堂）为英裔阿根廷参战者举办了一场特别纪念仪式。
有近500名阿根廷人在英国皇家海军中服役，北至北大西洋，南至南太平洋，很多都隶属于特种部队，约翰·戈德温（John Godwin）就是其中的著名人物。

## 马岛战争
1982年，时任英国首相玛格丽特·撒切尔在阿根廷军队于福克兰群岛登陆时得到下属的建议，若决定动武，应考虑英裔阿根廷人可能遭遇的危险。但两国开战后，英裔阿根廷人并未受害，英阿于当年断交，后于1990年恢复外交关系。

## 阿根廷国内的英语地名
阿根廷的部分城镇及村庄的名字都源于英语。班菲爾德这一地名就来自英格兰铁路工程师爱德华·班菲尔德（Edward Banfield）。布宜诺斯艾利斯省的懷爾德则得名于1888年，英裔阿根廷医生、政治家、作家爱德华多·怀尔德给这里冠以自己的叔父何塞·安东尼诺·怀尔德博士的姓氏。林肯（Lincoln）、华盛顿（Washington）以及贝尔市（City Bell）等地的名称也都源于英语，位于布宜诺斯艾利斯省拉普拉塔区的貝爾市由英格兰移民建于1900年左右，市名来自创建者乔治·贝尔（George Bell）。大布宜诺斯艾利斯（简称GBA）范围内的坦珀利的名字来自英格兰纺织业商人乔治·坦佩利（George Temperley），坦佩利于1823年生于泰恩河畔纽卡斯尔，Lomas de Zamora区以及坦珀利市的兴建都与他有关。里奥内格罗省的Allen市的市名来自城市火车站的工程负责人Charles Allen。
其他以火车站为中心发展起来的拥有英语名称的阿根廷城市还有Roberts、Smith、Hereford以及Henderson等等。门多萨省的蒙蒂科曼（Monte Comán）镇的镇名来历据说是这样的：镇上的英国公司欠发工资，面对当地工人“吃不上饭”的抱怨，一位英国工程师用蹩脚的西班牙语回答：“coman monte”，意思大概是“吃树皮去吧”（英语：eat the woods）。科尔多瓦省的Morrison和James Craik等地的地名来自英语；圣菲省的Armstrong的地名应该也源于英文。
布宜诺斯艾利斯的英格兰人塔（西语：Torre de los Ingleses）在马岛战争过后被更名为“纪念塔”（西语：Torre Monumental）。

## 阿根廷的英格兰人定居点
科尔多瓦省的瑪麗亞鎮的创建者中就有英格兰移民。

## 体育
英格兰移民为阿根廷带来了足球、网球、橄榄球、曲棍球、高尔夫、板球以及马球。

### 马球
胡林汉俱乐部是阿根廷第一家举办马球比赛的俱乐部，1922年，阿根廷马球协会在该俱乐部成立。此后，阿根廷代表队成了国际马球运动中的一支强劲势力，阿根廷马球公开赛自1893年起就在布宜诺斯艾利斯的阿根廷马球场以一年一度的形式举办。

### 足球
1867年5月9日，来自北英格蘭的铁路工人在布宜诺斯艾利斯的Temple街（现名蒙蒂街Vía Monte）创立了布宜诺斯艾利斯足球俱乐部，原籍英格兰約克郡的Thomas Hogg以及James Hogg二兄弟是俱乐部的创始人。1867年6月20日，布宜诺斯艾利斯市的巴勒莫的布宜诺斯艾利斯板球俱乐部承办了阿根廷历史上第一场足球赛，比赛对阵双方分别是白帽（White Caps）队以及红帽队（Red Caps），两队队员都是英国商人。
1898年，英格兰高中竞技体育会（名称来自球队的母校）成立，这家后来更名为“校友竞技俱乐部”（Alumni Athletic Club）的球会是阿根廷足球发展初期的最成功者。阿根廷足球协会（成立于1893年）举办的首个赛季的参赛队中就有来自布宜诺斯艾利斯英格兰高中的球队，该队后来还在1895和1900年两度参赛。1901年，英格兰高中竞技俱乐部正式改名。1911赛季，校友竞技俱乐部夺得联赛冠军，完成联赛三连冠，但此后未再参赛，最终于1913年解散。
20世纪初期，英国各大足球俱乐部都曾来到南美洲参加比赛，推动了该地区的足球发展。第一家来南美参赛的俱乐部是英格兰的南安普顿足球俱乐部（1904年），之后作客阿根廷的英国俱乐部主要来自英格兰，还有小部分来自苏格兰，伦敦的切尔西足球俱乐部在1929年参加南美巡回赛事，这也是英国足球俱乐部访阿潮流的终点。
当时，英国的球队是公认的世界最佳，阿根廷本国的多个俱乐部都是在英国移民（大部分都受雇于铁路公司）的帮助下成立的。由英格兰铁路工作者创办的阿根廷球会包括密德兰铁路俱乐部（Ferrocarril Midland，由布宜诺斯艾利斯密德兰铁路公司员工创建）、西部铁路俱乐部（Ferro Carril Oeste，由布宜诺斯艾利斯西部铁路员工创建）、泰拿尼斯體育會（Talleres de Córdoba，由科尔多瓦中央铁路公司员工创建）以及罗萨里奥中央（原名阿根廷中央铁路竞技俱乐部，创始者为阿根廷中央铁路公司雇员）。
其他由英国移民组建的阿根廷俱乐部还有贝尔格拉诺竞技（业余）、罗萨里奥竞技、校友竞技以及基尔梅斯竞技俱乐部 。
很多阿根廷俱乐部的名字也能体现出英格兰移民的影响，阿根廷国内甚至还有给不是由英国移民组建的俱乐部起英文名的传统，比如小保加體育會、河床體育會、全男孩竞技俱乐部、竞赛俱乐部、查科永远（Chaco For Ever）。

## 宗教
现在，阿根廷的英裔移民后代基本都是罗马天主教徒，而非在英格兰本土占绝大多数的新教徒，原因包括改宗以及与非英裔阿根廷人通婚。南美圣公宗教会目前有大约25000名成员，其中大部分都生活在阿根廷，小部分居住在阿根廷周边邻国。

### 阿根廷的圣公宗教会
19世纪初，英格兰移民在罗马天主教占据绝对主流的阿根廷建立了圣公会教会，维持在阿英格兰人的宗教生活。1824年，阿根廷当局准许圣公会在其境内开展宗教活动  ，1831年，圣约翰教堂在布宜诺斯艾利斯市的San Nicolás区建成，所占土地来自总督胡安·曼努埃尔·德·罗萨斯在前一年的捐赠（为援助新成立的施洗者约翰圣公宗教会），这也是布宜诺斯艾利斯最古老的一座教堂。
英格兰海军上尉、基督教传教士Allen Gardiner于1844年组建巴塔哥尼亚传教团，目的是征募、派遣、援助新教传教团。Gardiner的第一个传教团带着一名外科医生以及3名渔民前往大火地岛，向当地的雅加人传教，1850年12月，传教团抵达火地群岛中的皮克顿岛，但很快便耗尽了食品，一直没能等来补给的传教团在1851年9月因疾病与饥饿全员覆没。1854年，未放弃传教活动的巴塔哥尼亚传教团更名为南美传教协会。
1869年1月，协会在Waite Stirling的领导下于大火地岛上的乌斯怀亚建立传教团总部。1869年12月21日，Stirling在伦敦的威斯敏斯特教堂成为了第一任福克兰群岛主教，在当时拥有对整个南美洲的圣公会成员的主教权，该权力后来才被移交给天主教布宜诺斯艾利斯总教区主教。1914年，Chaqueña传教会在阿根廷北部成立。
圣公会阿根廷教区属于南美圣公宗教会，主教由布宜诺斯艾利斯主教兼任。 